# Jordbærhovedet dværgpapegøje
Jordbærhovedet dværgpapegøje (Agapornis lilianae) er en dværgpapegøje, der findes i et lille område i Afrika mellem floderne Zambezi, Luangwa og Shire.
Indenfor fugleopdræt er arten knap så almindelig i Danmark som andre dværgpapegøjer. Den har som den sortkindede et behageligt temperament, så den kan holdes sammen med andre fugle. Den er dog mere sart end de andre arter. Der kendes enkelte mutationer. 